# 2013年波士頓馬拉松爆炸案

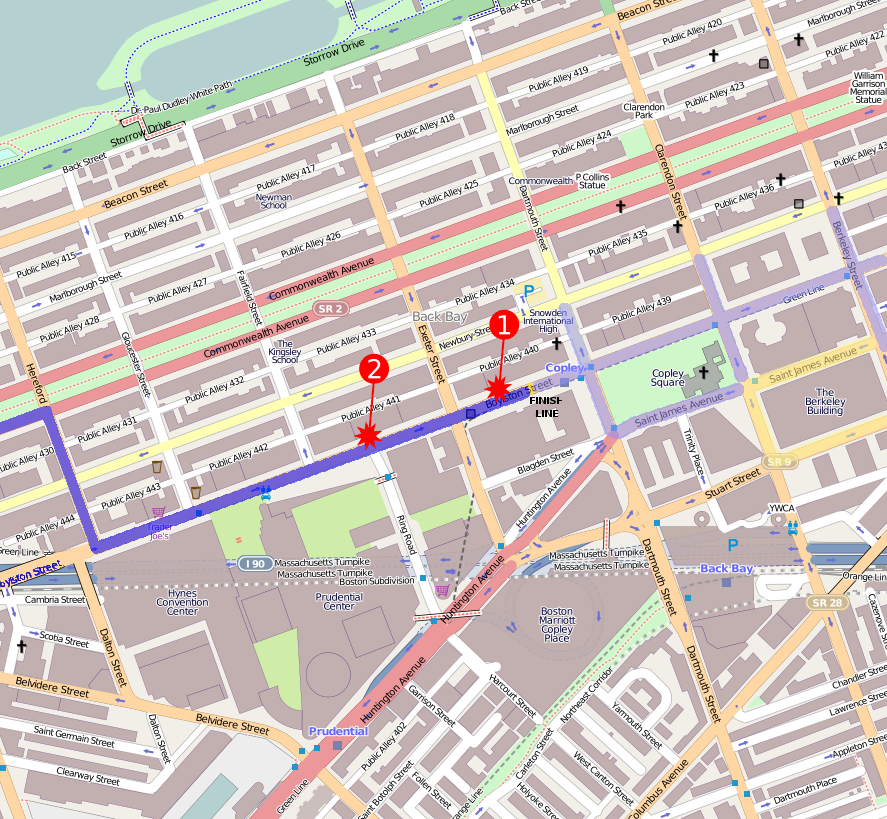
2013波士頓馬拉松爆炸案地图

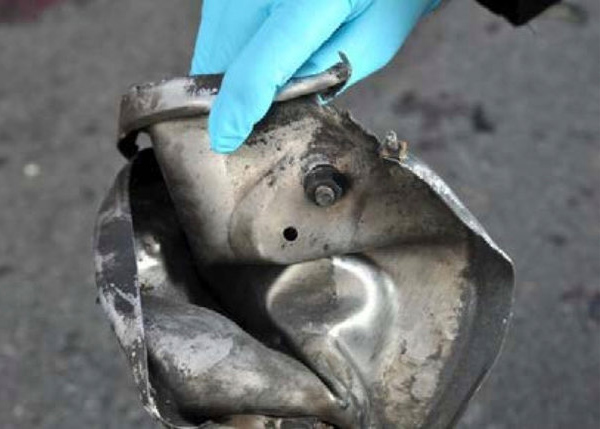
土製炸彈由壓力鍋改裝

波士頓馬拉松爆炸案（英語：Boston Marathon bombing）是一件發生於2013年4月15日北美东部时间下午2时50分的爆炸事件，發生地點位在美國麻薩諸塞州波士頓科普里广场。有两枚IED土製炸弹分別於終點線附近觀眾區及一家體育用品店先後引爆。此次爆炸造成3人死亡，183人受伤，當中17人情況一度危急。第一個炸彈在美国东部时间下午2时49分12秒引爆。爆炸案發生前没有任何組織或個人發出警告，發生後也未有人或組織声称对这次爆炸负责。
案件調查由聯邦調查局主導，初步指向恐怖攻擊，但不清楚是國外或國內組織所為。4月18日警方發布了由馬拉松賽事沿途攝影機截錄下來的嫌疑犯照片，其中包括嫌疑犯正面的清晰影像，並根據目擊者的指認，宣布嫌疑犯為26歲的塔米爾南·沙尼耶夫和19歲的喬卡·沙尼耶夫兄弟。當天晚上隨即在麻省理工學院為了搶奪槍枝，所以發生槍擊案，一名校警殉職，追捕行動展開，並確認槍擊案主嫌同為沙尼耶夫兄弟。兩人在附近街道劫持一輛賓士並挟持一名男子逃逸，途中向追逐的警方投擲了數項爆裂物，最後于4月19日凌晨在水鎮與警方發生槍戰(其中一名受傷警員一年後殉職），塔米爾南·沙尼耶夫受重傷經送醫不治，喬卡·沙尼耶夫则趁亂逃脫。麻薩諸塞州州長宣布波士頓地區公共運輸系統停駛，並建議居民留在家中，以協助追捕嫌犯。19日晚間水鎮一名居民向警方報案，發現有血跡通往家裡後院的小船。在與警方對峙數小時後喬卡·沙尼耶夫遭捕，追捕行動結束。
喬卡·沙尼耶夫後來被起訴多項控罪，於2015年4月8日被裁定所有控罪成立，判處注射死刑，目前等待法院上訴。
事件後於2016年被拍成電影《恐襲波士頓馬拉松》（由彼得·柏格執導）。

## 爆炸事件
以下均為美國東部夏令時間（UTC-4）

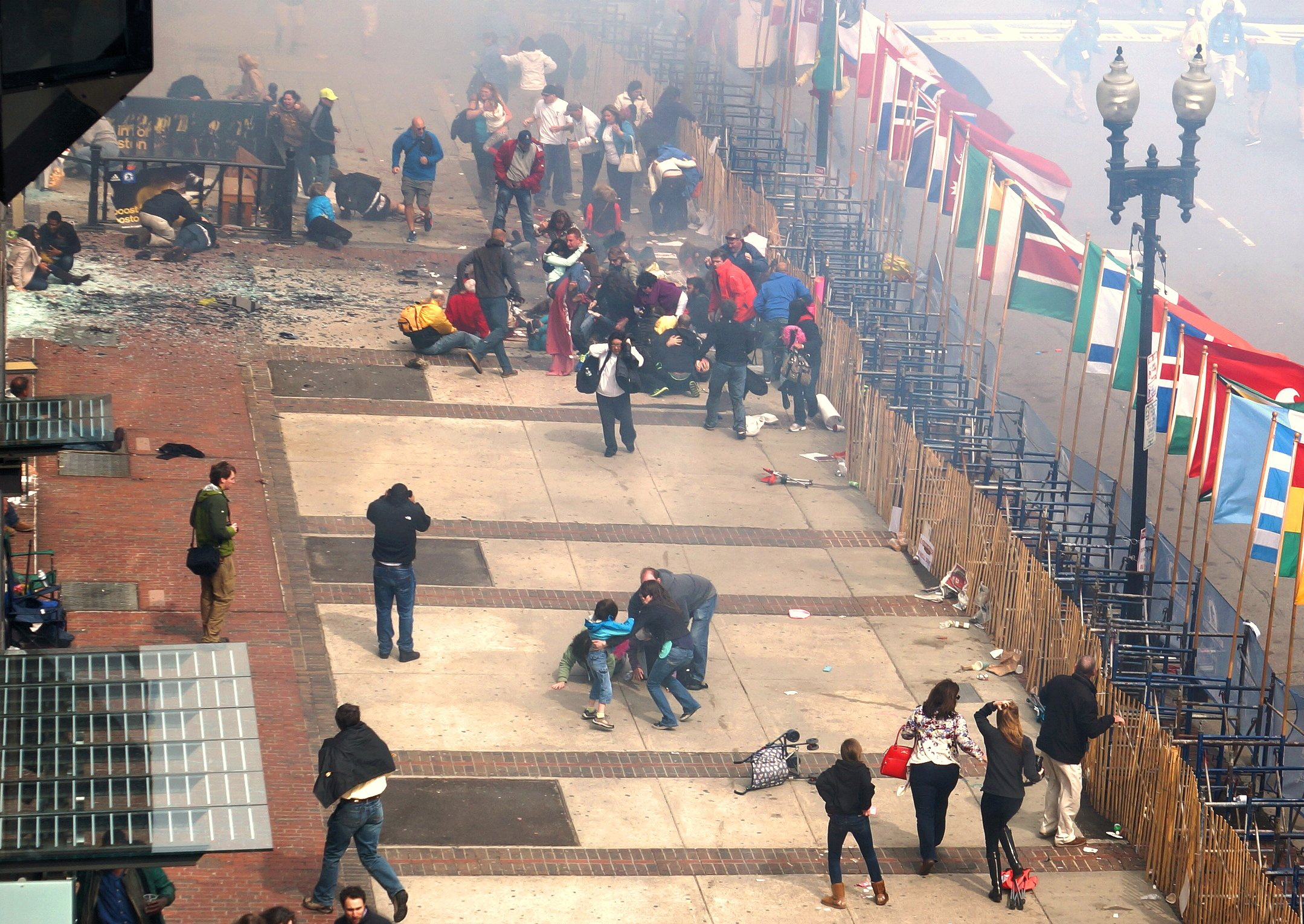
發生第一波爆炸後13秒，終點線旁的群眾湧上前協助傷患

美國波士頓於4月15日舉行第117届波士頓馬拉松大賽，在下午2時50分突然發生2起爆炸，两个裝滿鋼珠及金屬碎片的炸弹分別於費爾蒙科普利廣場酒店終點線觀禮台附近觀眾區及一家體育用品店先後爆炸，二者相隔距离只有100米，在终点线附近的录像显示，两起爆炸相互间隔了12秒。後於3時55分再次發生第三次爆炸，爆炸案造成3人死亡，183人受伤，其中有多達30人因爆炸而必須在現場緊急醫療站或醫院截肢，麻省總醫院急診醫學主任表示，死亡3人中包括一名8歲男童馬汀·理查（Martin Richard）以及29歲的克莉絲托·坎貝爾（Krystle Campbell）。中國駐紐約總領事館确认另一名死者是中國公民，經記者通过波士頓大學的公告了解，罹難的中國公民為就讀於波士頓大學的女學生吕令子。警方隨後再於爆炸區域附近找到3處炸彈並當場進行爆破，而美國麻州和緬因州等州為了紀念1775年4月19日导致美國獨立戰爭爆发的列星頓和康科德戰役，將每年4月的第3個星期一定為愛國日，而波士頓馬拉松爆炸當日剛好是美國第238年度的愛國日，因此波士頓當地警方不排除嫌疑人是故意在当日作案。當時已經是馬拉松起步後的四小時，對於精英跑手並不受影響，更於炸彈爆炸前舉行頒獎典禮。

## 死难者
事件共有三名遇难者。来自于波士顿大学的中国籍來自沈阳市的女留学生吕令子在此次爆炸事件中遇难，遇难前在波士顿大学攻读统计学硕士研究生，事发时与同学一道在马拉松比赛终点观看比赛。而另外两名遇难者是来自于马萨诸塞州梅德福德的餐厅经理，和一位本地的8岁儿童。該8歲兒童的父親為此次比賽的選手，當時他與妹妹、媽媽一起在終點線迎接父親，不幸遇上恐袭，妹妹身受重傷，被炸斷了一條腿，媽媽也被炸傷。

## 后续反应

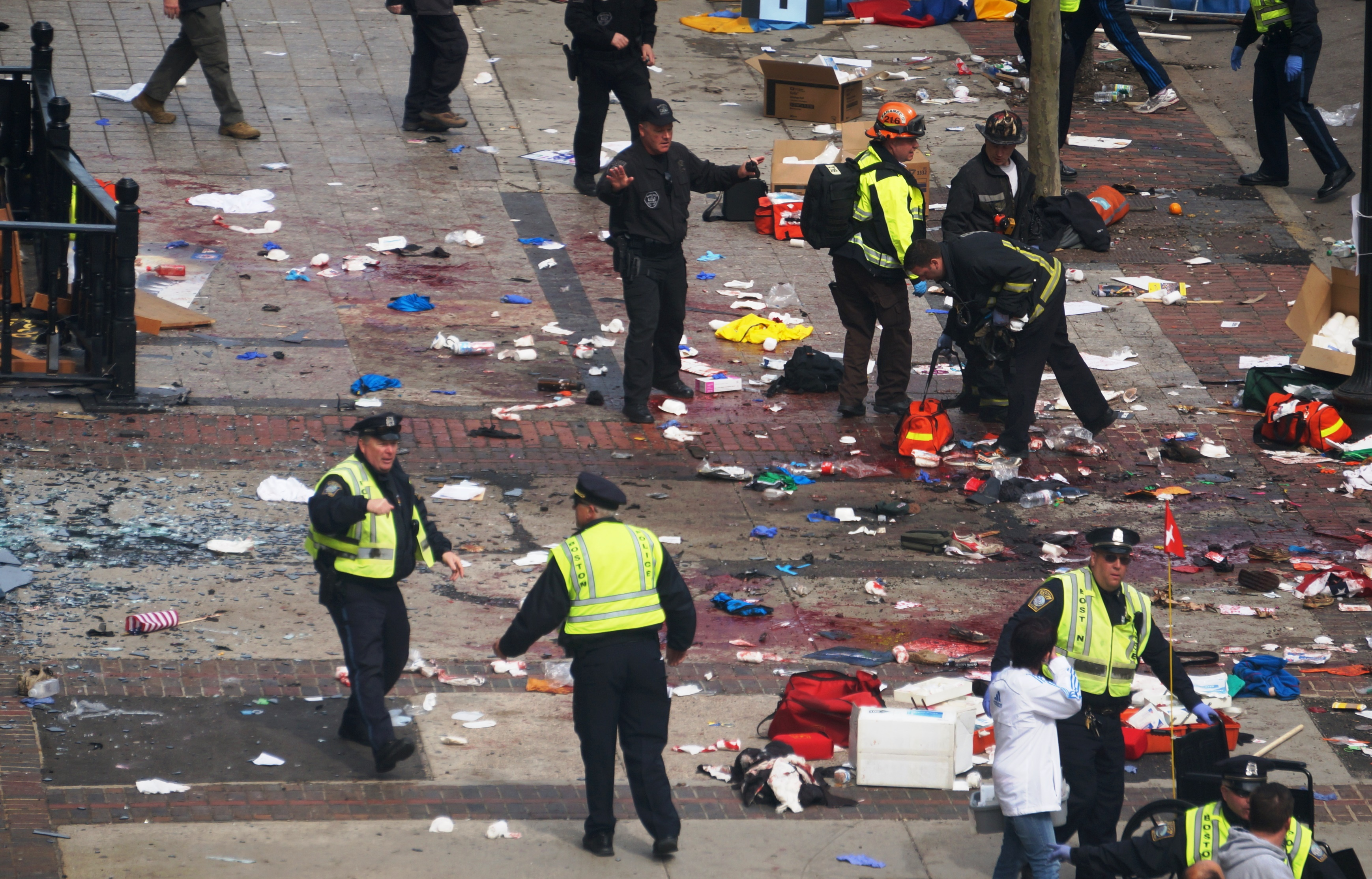
三次爆炸結束後13分鐘，救援人員和警察在血跡斑斑的街道上作業

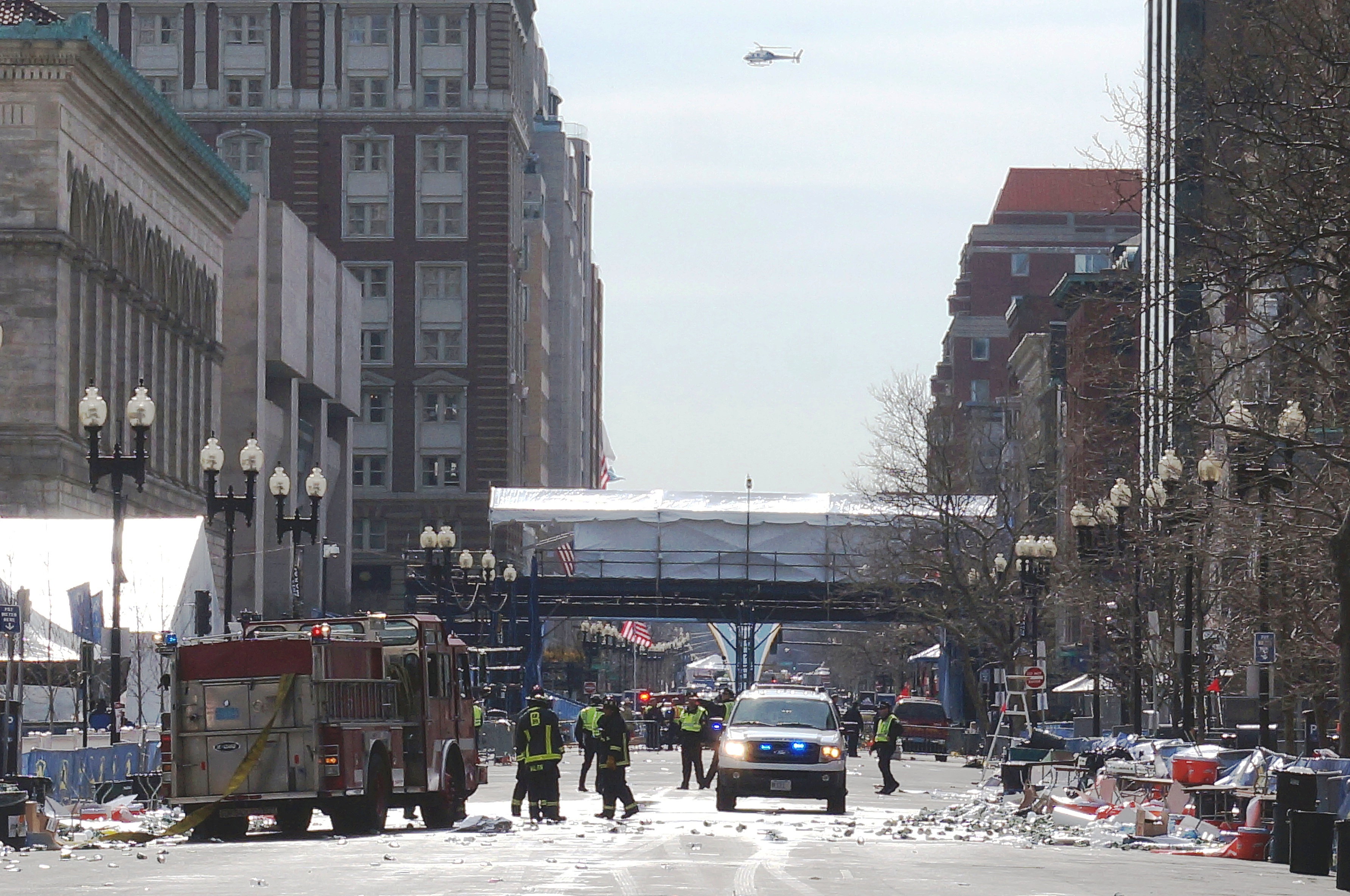
爆炸發生后一小時，留在現場的救難與警備人員

受到波士頓爆炸案影響，且擔心仍有其他炸彈，原訂美國時間4月16日在波士頓進行的NBA波士顿凯尔特人對印第安纳溜馬之戰亦暫時停賽，波士顿交响乐团也取消了原定于周一晚上的交响乐演出。爆炸现场上空已经设立禁飞区。联邦调查机构和其他法律部门隨即加强了对离境航班的检查。為了安全考量，波士頓市區進行管制，波士顿洛根国际机场暂时停止了飞机的降落。其他几个大城市如纽约、洛杉矶、芝加哥和华盛顿也提高了警戒。但白宫仍然正常对游客开放。将来周日举行的伦敦马拉松也将如期举行，並提高加強他们所有的保安状况。而先前傳出所謂第3起甘迺迪總統圖書館爆炸案部分，最後證實僅是場火警，與本次爆炸案沒有關聯。
據美國媒體報導，有官員指出，當時斷訊是為了防止歹徒利用手機遙控爆炸。不過，當地二大電信業者威讯及Sprint Nextel表示，爆炸案發生後，確實有發生短暫斷訊現象，「不過那是因為短時間通訊流量過大所造成」，並表示目前波士頓地區的通信一切正常。
事件爆发后，纽约证券交易所、纳斯达克交易所和纽约商品期货交易所对该事件予以默哀，美国全国各地民众也对该事件予以默哀。

### 其它爆炸物

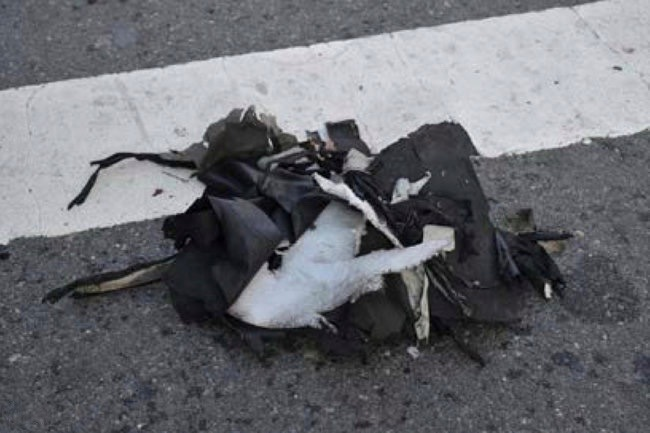
被定點爆炸的背包

爆炸案發生后，美國联邦调查局立即著手調查。聯邦調查局在三個波士頓地鐵站發現可疑的包裹。波士頓馬拉松爆炸案調查部門在4月16日表示，至少有1枚炸彈的製造材料是日常就可購得的壓力鍋改造而成，推測可能是國內恐怖份子所為。聯邦調查局也表示，根據炸彈分析結果，炸彈並非使用軍規TNT黃色炸藥，因此不會破壞建築物、或是產生彈坑。使用的炸彈是以火藥、電話板、釘子、彈頭與滾珠軸組裝，塞進壓力鍋而製成，利用定時器引爆，殺傷範圍可達300公尺，在阿富汗、巴基斯坦與印度等地爆炸案可見。波士顿警方拆弹小组在波尔斯顿街上对其中一个包裹进行了定点爆炸。

### 应急措施
美国总统奥巴马在美東时间15日15时10分就波士顿爆炸事件发表全国声明。奥巴马说，爆炸发生后，美国将全国安保措施升级，雖然目前仍不清楚此次爆炸的肇事者，但奥巴马誓言会追究责任。并誓言，无论是谁，都會面对正义的制裁。奥巴马还表示，目前政府提升美国安保措施，並表示“美国人民会为波士顿祈祷”。
波士頓田徑協會於晚上20時20分聲明表示，比賽結束後，目前許多寄物袋仍無人認領，大會將比賽證明領取處設置在波士頓的伯克利街（Berkeley Street）。大會對於每一位受到影響的參賽者深表歉意，大會將繼續與聯邦執法單位合作，揪出嫌犯。再次感謝世界各地支持與協助波士頓馬拉松的所有人。

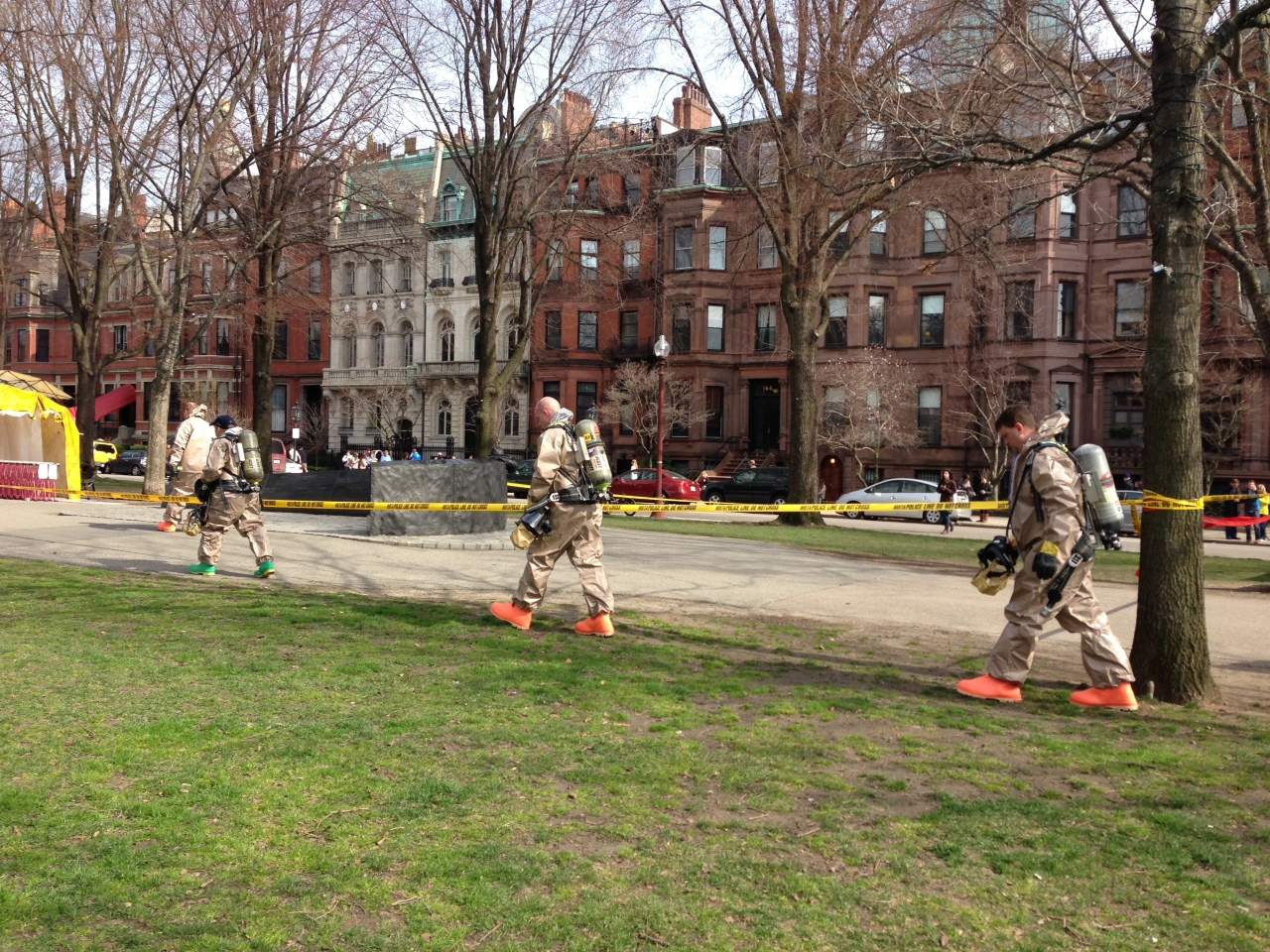
現場附近的危險物品與生物危害工作人員

### 国际反应
- 各国在爆炸事件发生后都加强了保安措施。[28]
- 联合国：時任联合国秘书长潘基文表示，对发生在波士顿的爆炸事件予以强烈谴责。向受害者及其家人表示哀悼和慰问。他表示，这起冷酷的暴行发生在一个来自全世界的人们在体育精神与和谐感召下相聚在一起的这样一个场合尤其令人感到震惊。此时此刻，他的心和波士顿人民在一起。[29]
- 英国：伦敦马拉松的组织单位随后重新检阅了项目的保安措施，虽然并未发现有针对此活动的威胁。[30]
- 加拿大：時任加拿大总理哈珀说：“在波士顿马拉松这一鼓舞人心的赛事进行之际，发生这样的暴行，这真是悲伤的一天。我们对在这一恐怖事件中受伤或受影响的人致以慰问并为他们祈祷。在这一困难时刻，我们与邻邦美国站在一起。”[31]
- 義大利：時任意大利总理马里奥·蒙蒂于当地时间16日向美国总统奥巴马致函，严词谴责了这起导致3人遇难的爆炸案，并称之为“懦弱行径”，只能引人蔑视，并留给人们痛苦和恐惧。并表示坚信哪怕处于极度的悲痛之中，美国也知道如何重申其国家的基本价值观，以应对这次灾难。[32]
- 俄羅斯：俄罗斯克里姆林宫新闻局发布消息称，時任俄羅斯总统普京对这一野蛮犯罪表示强烈谴责，并认为打击恐怖主义需要加强国际社会的协同努力。普京同时向美国总统奥巴马表示慰问，并表示俄罗斯愿意协助调查这起事件，称俄方愿意为美国当局的调查提供援助”。[33]
- 中华人民共和国：時任中華人民共和國外交部发言人华春莹表示，中方强烈谴责并坚决反对任何针对平民的暴力袭击，对波士顿爆炸事件中的罹难人员表示深切哀悼，向受害者及其家属表示诚挚慰问。并表示中華人民共和國外交部高度重视保护海外中華人民共和國公民安全与合法权益。获悉波士顿发生爆炸案后，中華人民共和國駐紐約總領事館第一时间启动应急机制。[34]
  -  香港特別行政區：時任香港行政長官梁振英表示，對於事件造成傷亡表示深切同情，並對死傷者的家屬致以慰問。[35]
- 印度：時任印度总理辛格致信美国总统奥巴马，强烈谴责发生在美国波士顿的爆炸案，并表示印度愿同美国一起坚决反对恐怖主义。称发生在波士顿的爆炸案是一起“愚蠢的、懦夫般”的行为，全印人民都对此表示强烈的谴责，并对死者家属、伤者以及美国人民表示慰问。辛格还表示，这起悲剧再次提醒人们，恐怖主义仍然困扰着包括美国和印度在内的许多国家，并且就潜伏在人们生活的城市中间，这警醒人们必须要再次坚定反对恐怖主义的决心，要不屈不挠地和恐怖主义斗争到底。他表示，印度与美国在反恐领域一向保持着良好的合作，印度愿就此案件向美方提供任何可能的帮助。[36]
- 约旦：約旦的一個穆斯林原教旨主義組織的領導人穆罕默德·艾爾·加拉比對波士頓的爆炸事件表示高興。該人被認定參與了與基地組織相關的針對美國及其他西方國家的攻擊陰謀。有約旦的安全官員表示在爆炸之後以加強了對位於安曼美國大使館的警衛。[37]
- 中華民國：中華民國時任總統马英九第一时间致上哀悼，并且强烈谴责做出这场暴行的犯案者。外交机构紧急开会研议，密切关注整个事件的后续发展。駐美國臺北經濟文化代表處表示目前台湾的侨民还有留学生一切平安。[38]

## 哀悼與紀念

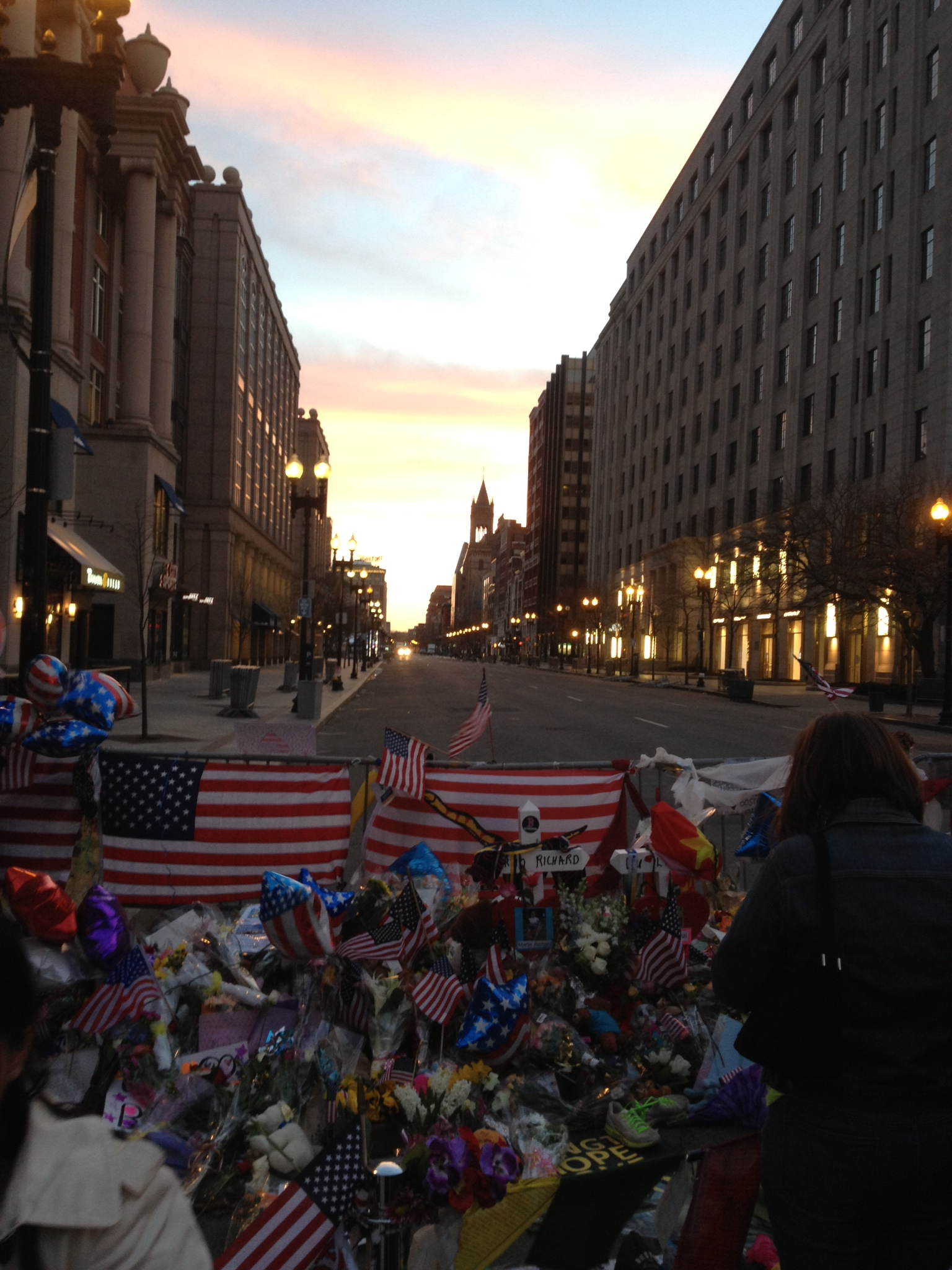
美国民众自发在爆炸案发生地悼念遇难者

美国波士顿大学2013年4月18日宣布，为纪念在爆炸案中遇难的中国女留学生，将以她的名字设立“吕令子奖学金”。
2013年4月20日，在西甲第32轮比赛巴塞罗那主场对阵莱万特比赛前，两队为波士顿爆炸案和雅安地震遇难者默哀。
爆炸案发生后，美国民众在爆炸案发生的街区的警方隔离带外放置鲜花和美国国旗，悼念遇难者。
2015年4月29日，麻省理工學院在校園內設置了尚恩·柯利爾紀念碑，紀念在事件中殉職的校警尚恩·柯利爾。

## 调查與逮捕
案件調查由聯邦調查局主導，並由菸酒槍炮及爆裂物管理局、緝毒局、國家反恐中心和中央情報局等其他聯邦單位協助，初步定位為恐怖攻擊。塔利班組織表示並未涉入此次之爆炸案。
4月18日下午5點20分左右，聯邦調查局公布了波士頓馬拉松賽爆炸案的兩名嫌疑人的照片和錄像。當天晚上，爆發槍擊案，26岁的麻省理工学院校警尚恩·柯利爾（Sean Collier）身中数枪殉職。
4月19日，美国东部时间凌晨，警方表示槍擊案嫌疑人也是波士頓馬拉松賽爆炸案嫌疑人，其中一名嫌犯塔米爾南·沙尼耶夫（Тамерлан Царнаев；）在追捕期間被擊中，送医院后不治身亡，另一名嫌犯麻州大学达特茅斯分校的学生喬卡·沙尼耶夫（Джохар Царнаев；）仍然在逃，3名執法官員證實了此二人為兄弟。其中一人和嫌犯的叔叔確認了塔梅蘭·薩納耶夫的身份。薩納耶夫兄弟居住在波士頓附近，已在美國生活了10年，而兄弟二人均來自俄羅斯車臣共和國附近的一個地區。
4月19日，美国东部时间白天，波士顿全城关闭所有公共交通系统，停止运营。大批警力和聯邦調查局进行搜捕嫌犯的行动。
4月19日，美国东部时间晚上10:30左右，警方宣布，在逃嫌犯喬卡·沙尼耶夫在毗邻波士顿的水鎮中彈被捕。嫌犯被捕前藏在一个院子里的小艇裡。他被捕前曾经在一张纸上写下作案的原因是报复美国在伊拉克和阿富汗对穆斯林的打击，称爆炸案的受害者是附带损失，就像美国进行军事行动时造成的平民伤亡一样。还在游艇的壁上写下了“Fuck America”。
據政府官员向CNN转述，喬卡·沙尼耶夫在医院接受讯问時表示，案件是他和兄長二人的單獨行動，主要由塔米爾南·沙尼耶夫推動，喬卡表示塔米爾南想捍衛伊斯蘭教。

## 相關戲劇
- 《恐襲波士頓馬拉松》2016年電影，由彼得·柏格執導。
- 《芝加哥烈焰》-黑暗的一天（英语：April 2014 Chicago crossover event）（第2季第20集）與《芝加哥警署》-晚上8:30連動的交叉集。
- 《你是我的勇氣》2017年電影，由大衛·高登·格林執導。
- 《美国追捕：波士顿马拉松爆炸案》2023年纪录片，登录Netflix流媒体网站，由弗洛伊德·鲁斯执导。[53]

## 外部連結
- 新聞專題：新華社（页面存档备份，存于）／中新社（页面存档备份，存于）／鳳凰網（页面存档备份，存于）／央視網（页面存档备份，存于）／中國廣播網（页面存档备份，存于）／人民網（页面存档备份，存于）／新浪網（页面存档备份，存于）
- . 蘋果日報（台灣）.   [2013-04-16]. （原始内容存档于2016-12-24）.
- . 蘋果日報（台灣）.   [2013-04-16]. （原始内容存档于2016-12-24）.
- . 蘋果日報（台灣）.   [2013-04-17]. （原始内容存档于2016-12-24）.
- . 法新社.   [2021-01-24]. （原始内容存档于2018-09-29）.
- .   [2013-04-15]. （原始内容存档于2013-04-22） （英语）.
- . The New York Times.   [2013-04-15]. （原始内容存档于2020-11-27） （英语）.